# Vinchio
Vinchio – miejscowość i gmina we Włoszech, w regionie Piemont, w prowincji Asti.
Według danych na styczeń 2009 gminę zamieszkiwało 671 osób przy gęstości zaludnienia 72,1 os./1 km².